# Wheaton, Wisconsin
Wheaton là một thị trấn thuộc quận Chippewa, tiểu bang Wisconsin, Hoa Kỳ. Dân số của thị trấn là 2.701 người theo điều tra dân số Hoa Kỳ năm 2010, tăng từ 2.366 người trong cuộc điều tra dân số năm 2000. Các cộng đồng chưa hợp nhất Old Albertville và Pine Grove nằm trong địa phận của thị trấn.